# 10 Batalion Wojsk Kolejowych
 10 Batalion  Wojsk  Kolejowych („ 10 bat.  woj. kol.”) – oddział saperów kolejowych Wojska Polskiego w II Rzeczypospolitej.

## Formowanie i zmiany organizacyjne
W grudniu 1918 r. w Jabłonnie  powstał  „Batalion Wyszkolenia Wojsk Kolejowych“, zorganizowany na podstawie rozkazu Szefa Kolejnictwa Naczelnego Dowództwa, pod dowództwem kapitana Mikołaja Kolankowskiego.  Zadaniem batalionu było: wyszkolenie  wojskowo i technicznie zmobilizowanych szeregowych, sformować  z nich kompanie i wysłać na front.  Batalion Wyszkolenia Wojsk Kolejowych stworzył zaczątek „Kadry Wojsk Kolejowych Nr. 3“ w Łodzi, wysyłając do Łodzi jedną kompanię z odpowiednią obsadą oficerską i podoficerską.
W czerwcu 1919 roku, oddając część swego stanu „Kadrze Wojsk Kolejowych Nr. 2“. przestaje „Batalion Wyszkolenia Wojsk Kolejowych”,  istnieć jako taki,  tworząc z reszty swego stanu  w dalszym ciągu pod dowództwem kapitana Kolankowskiego - „Wojskową Linię Ćwiczebną Kolejową“ na obszarze około 100 km między miejscowościami: Zawada – Włodzimierz Wołyński.
Po czterech miesiącach „Linia Ćwiczebna“ zostaje zlikwidowana  reorganizując się na „X  batalion kolejowy“, który pod dowództwem  kapitana Kolankowskiego wyrusza na front. Z chwilą zawarcia pokoju w 1921r. batalion ten zostaje rozwiązany, z wyjątkiem jednej kompanii, która - jako samodzielna - pod dowództwem porucznika Stelmachowskiego zostaje przetransportowana  na Górny Śląsk, a następnie do Tczewa, celem objęcia kolei gdańskiej. Przechodząc stamtąd do Żywca, wraca wreszcie w styczniu 1923 roku do 2 Pułku Wojsk Kolejowych w Jabłonnie.

## Obsada batalionu
- kpt. Mikołaj Kolankowski - dowódca batalionu,

## Odznaka pamiątkowa
Odznakę stanowi złoty równoramienny krzyż o rozwartych ramionach, pokryty białą emalią. Na ramionach data   „1920 – 1921”. W centrum znajduje się czerwony medalion w złotym wieńcu złączony znakiem kolejowym i srebrnym orłem. Na medalionie – złota cyfra rzymska „X” oraz skrót „B.W.K”. 
Wybita w tombaku złoconym, emaliowana o wymiarach 35 x 35 mm, nakładka jest nałożona na cztery miedziane sztyfty. Rewers gładki – lekko pofałdowany, z wytłoczonym numerem, słupek – cienki, mosiężny z gwintem calowym.
Brak informacji o zatwierdzeniu odznaki.